# Kudzu nyílgyökér
A kudzu nyílgyökér (Pueraria montana) a hüvelyesek (Fabales) rendjébe, ezen belül a pillangósvirágúak (Fabaceae) családjába tartozó faj.

## Előfordulása
A kudzu nyílgyökér eredeti előfordulási területe Dél- és Délkelet-Ázsia. Indiától kezdve délkeletre Mianmaron és Thaiföldön keresztül Malajziáig, északkeletre pedig Kínán és a Koreai-félszigeten keresztül egészen Japánig található meg.
Az ember akarva és akaratlanul is betelepítette Európába, Észak-Amerikába, Ausztráliába, valamint a Csendes-óceán számos szigetére. Az új élőhelyein, ez a hüvelyesnövény hamar inváziós fajjá változott.

## Változatai
Ennek a pillangósvirágúnak 3 változatát tartják számon:
- Pueraria montana var. chinensis (Ohwi) Sanjappa & Pradeep
- Pueraria montana var. lobata (Willd.) Sanjappa & Pradeep
- Pueraria montana var. thomsonii (Benth.) Wiersema ex D.B. Ward

## Megjelenése
Ott ahol fák, sziklák vagy falak vannak a kudzu nyílgyökér magasra felkúszhat. Ha nem található efféle tárgy, akkor a talajon szélesen szétterül. Évelő növény gyökérzettel, indákkal és kötélszerű sötétbarna szárakkal, amelyek akár 20 méter hosszúra is megnőhetnek. Igen gyorsan nő, egy év alatt elérheti a 20 méteres hosszúságát; 30 méteres példányok is ismertek. A heréhez (Trifolium) hasonlóan Levelei tőállásúak, hármasan összetettek. A levélkék oválisak és három nyúlványuk van. Úgy a szár, mint a levél alsó fele szőrözött. A leveleinek nitrogén megkötő tulajdonságai vannak, és a nitrogénben szegény talajokban a levelek biztosítják ennek az anyagnak a 95%-át. A fölös táplálékát nagy tárológyökerekbe raktározza el; ezek a gyökerek a növény tömegének akár a 40%-át is alkothatják. A virágainak színezete vöröses-lila sárga foltozással. Édeskék borsóra (Pisum sativum) emlékeztető illatot áraszt. A virágai 20-25 milliméter szélesek és 20 centiméteres virágzatokba tömörülnek. Júliustól októberig virágzik. A hüvelytermése szőrös és 8 centiméter hosszú, benne 3 mag található. Habár magok által is szaporodhat, a kudzu nyílgyökér főleg mellékhajtások segítségével szaporodik.

## Életmódja
Ez a növény a szubtrópusi és mérsékelt övi területeket, illetve éghajlatokat kedveli. Egyaránt megél az erős napfényben, és az árnyékban is. A szárazsághoz alkalmazkodott és fagyot is jól tűri. Habár a fagy elpusztítja a növény felső részét, az akár 1 méter hosszú tárológyökérből újból ki tud hajtani. Azokból a száraiból melyek a talajra érnek, újabb évelő gyökérrendszerek fejlődnek ki. A magvait az emlősök és a madarak terjesztik.

## Képek

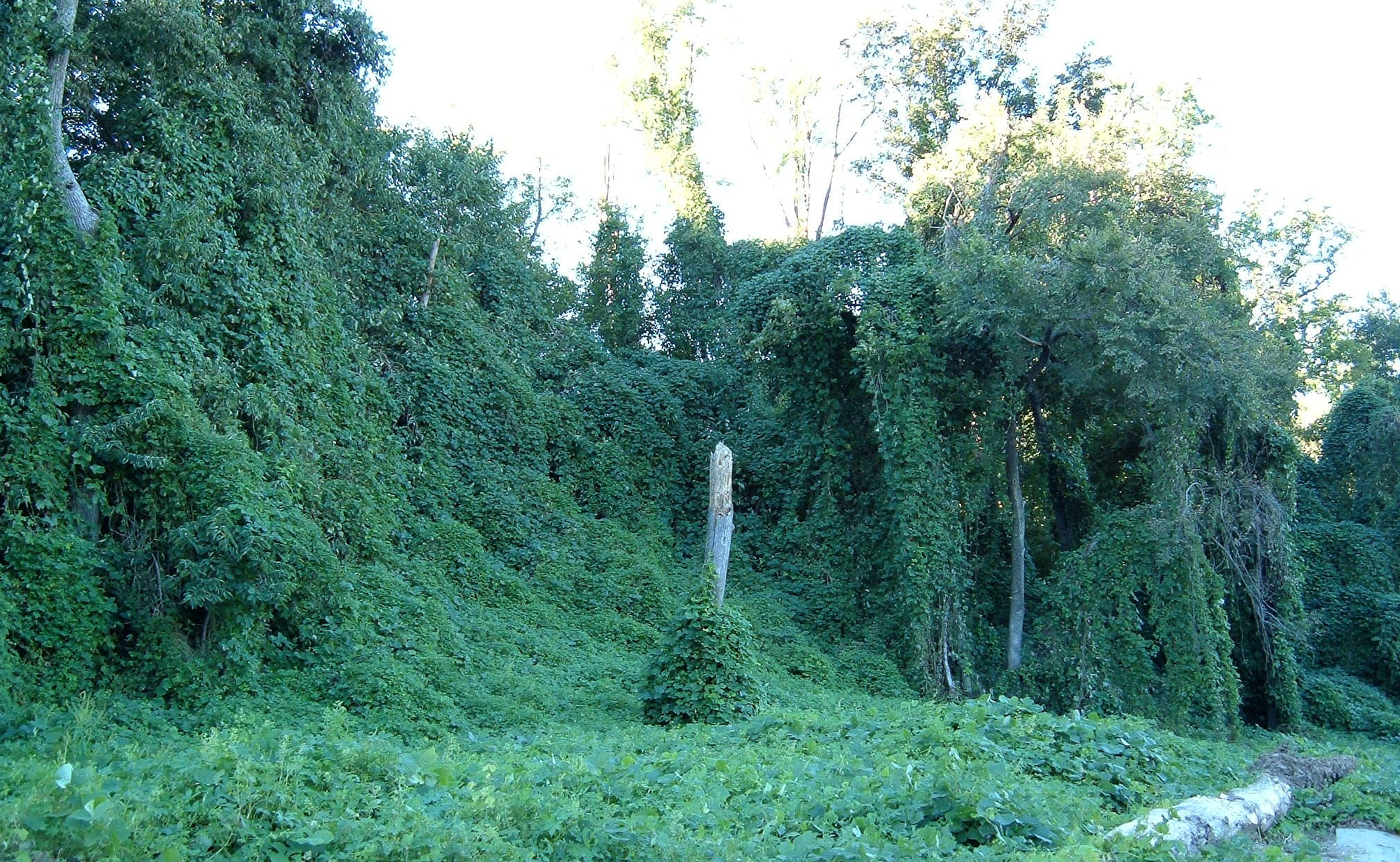
Erdőszélet borító kudzu nyílgyökerek
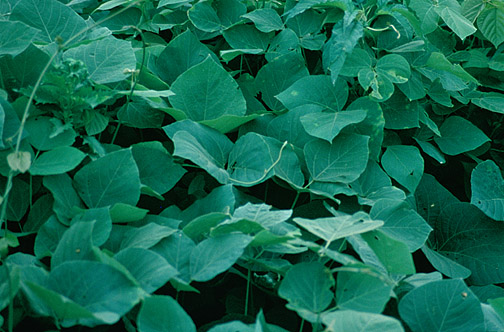
A levelei,
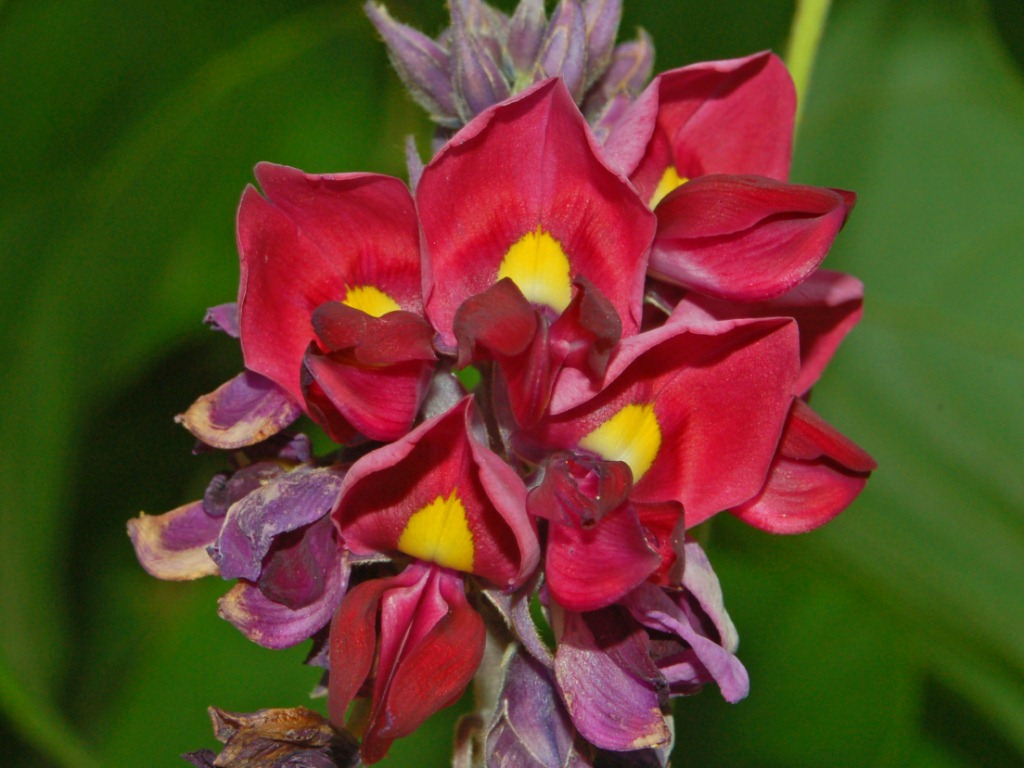
virágai,
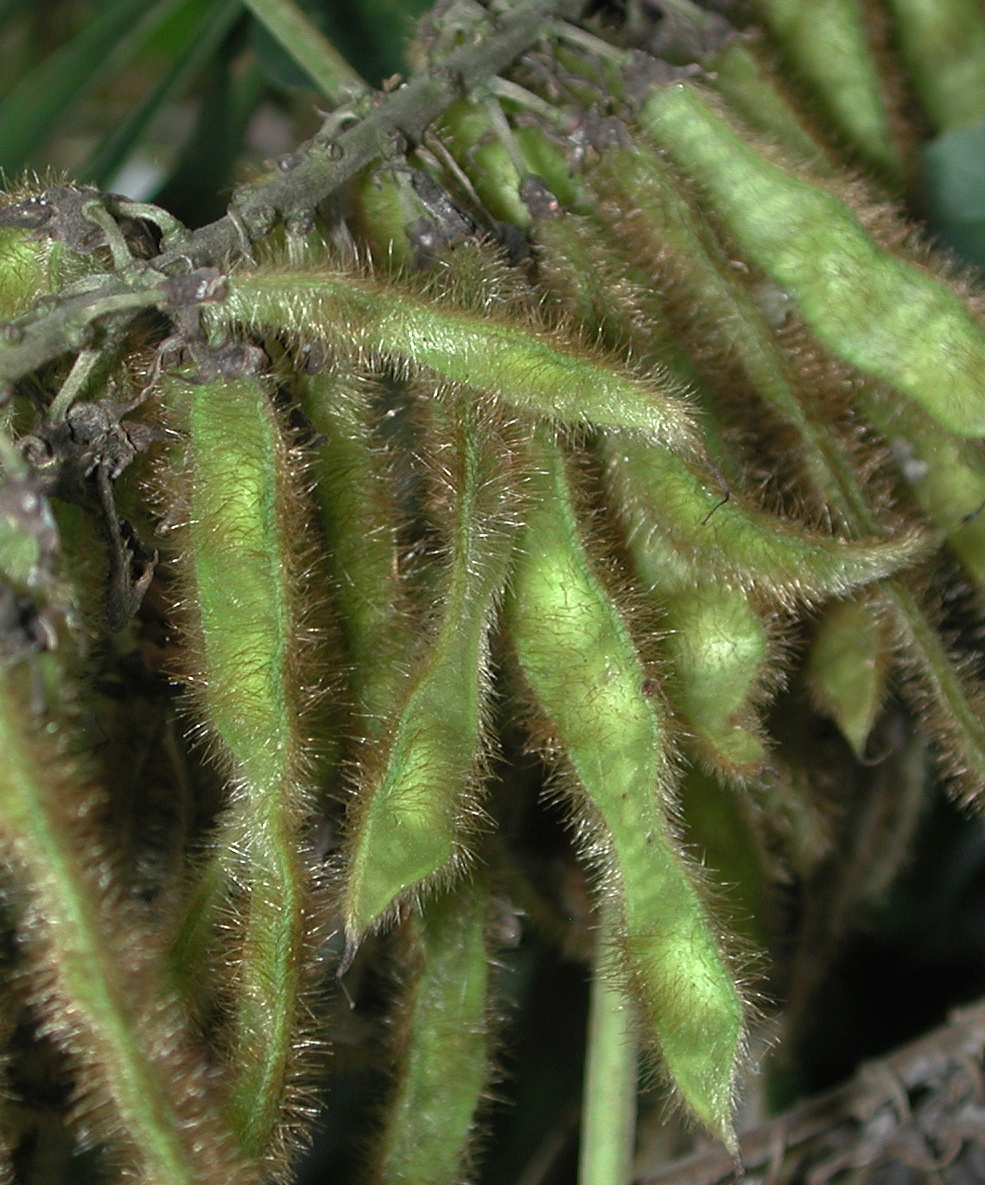
hüvelytermései
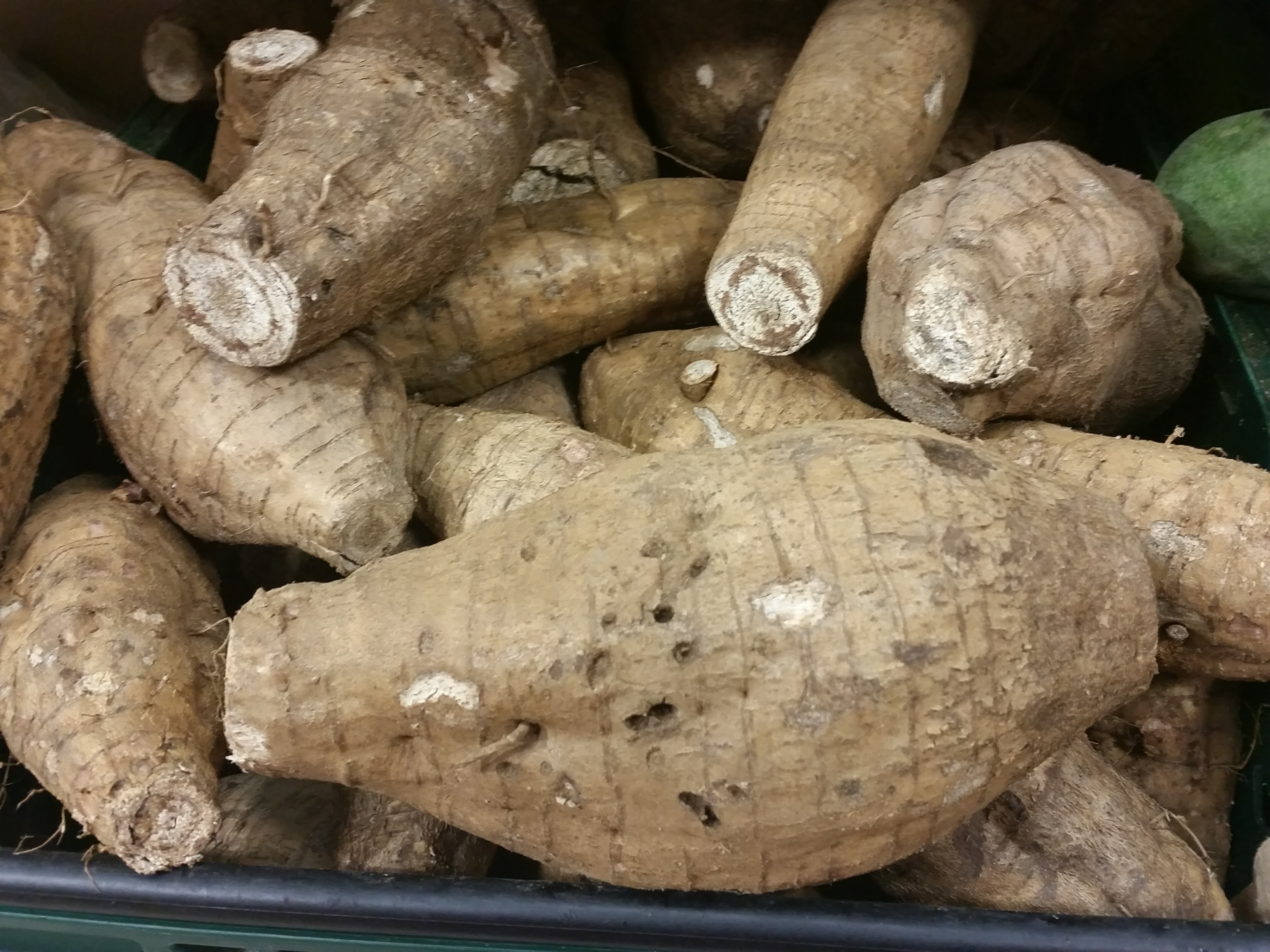
és gyökerei

### Fordítás
- Ez a szócikk részben vagy egészben  a   Pueraria montana című angol Wikipédia-szócikk ezen változatának fordításán alapul.  Az eredeti cikk szerkesztőit annak laptörténete sorolja fel. Ez a jelzés csupán a megfogalmazás eredetét és a szerzői jogokat jelzi, nem szolgál a cikkben szereplő információk forrásmegjelöléseként.